# Jeane Manson
Jeane Manson (Cleveland, Ohio, Estados Unidos da América, 1 de Outubro de 1950) é uma atriz e cantora estado-unidense que vive em França há mais de vinte anos. Foi também playmate do mês de Agosto de 1974 da revista Playboy. 

## Biografia
Jeane Manson viveu até aos 12 anos no México, onde o seu pai (escritor) e mãe (cantora) viviam. Regressou aos Estados Unidos da América e aí viveu a sua adolescência, mostrando a sua paixão pelas artes: música, dança e comédia. Com 8 anos começou a aprender música: escolhendo a guitarra e o piano, como instrumentos preferidos, Aos 13 anos iniciou-se no teatro nos Estúdios MGM , na Califórnia. Na universidade continuou os seus estudos musicais. Em Hollywood participou numa série de filmes como "Young Nurses"  (1973) realizado por Roger Corman, "Dirty O'Neill" e "Terror Circus". Em Agosto de 1974 surgiu na capa da revista "Playboy" como a playmate do mês.
Nesse mesmo ano de 1974, vai mudar o rumo da sua vida: parte para a Europa  (mais exatamente para França) com as suas bagagens e, a sua indispensável guitarra, além de uma mala recheada com objetos relacionados com a vida teatral. 
Manson adaptou-se com relativa facilidade à cultura francesa e em 1975 participou no filme "Bons Baisers de Hong Kong" ao lado de Mickey Rooney. Em 1976 participa no filme "Acrobate" que obtém o prémio de melhor comédia francesa desse ano. Também participaria no filme "Le justicier de minuit" com Charles Bronson, "La Trace" com Richard Berry,"Corps Plongés" e "Piano Player" .
Além de actriz, Manson continuou a sua vida musical. Em 1974, realizou a sua primeira tournée com Sacha Distel. Mas é 1976, o ano da sua consagração como cantora, conhece Jean Renard com quem irá publicar o seu primeiro grande sucesso "Avant de nous dire adieu" que foi um êxito estrondoso tendo vendido 2 milhões de cópias. Manson começou a cantar pelo mundo inteiro (Europa, América Latina, Médio Oriente/Oriente Médio e até à longínqua China). A partir dessa altura, a canção torna-se a sua princiapal atividade artística, tendo publicado mais de 500 canções  e 25 álbuns de ouro e um de platina e vendendo mais de 24.000.000 de discos em 30 anos de carreira musical.
Em 1979, Jeane Manson representou o Luxemburgo no Festival Eurovisão da Canção 1979  realizado em Jerusalém interpretando o tema "J'ai dejà vu ça dans les yeux", composta por Jean Renard (letra e música) que terminou em 13º lugar e 44 pontos.
Dominando várias línguas (inglês, francês e espanhol e vários estilos musicais do pop à música clássica, Jeae Manson publicou mesmo um álbum de música country com canções de Reb MC Intire e Tania Shan, um álbum com canções populares mexicanas com El Mariachi Mezcal, uma forma de celebrar a sua vivência no México na infância. 
Manson gravou "Yobel", uma canção que ela teve a honra de cantar perante o papa João Paulo II quando celebrava a missa perante 200 mil espectadores. 
Jeane Manson foi condecorada com a "Ordre National du Mérite" graças à sua canção "Hymne à la vie" composta por Francis Lai e que fala de problemas ambientais, Foi agraciada com a "Ordre de Chevalier des Arts et des Lettres", pelo conjunto da sua vasta carreira artística. Em Maio de 2007, cantou na noite da eleição presidencial em França de François Sarkozy, na Praça da Concórdia perante 50.000 pessoas.
Jeane Manson também tem uma carreira ligada ao teatro e à ópera, tendo participado na comédia de Édouard Bourdet "Le sexe faibl" , na peça "La Présidente " e na comédia musical "L´Homme de la Mancha". 
Na década de 1990, interpretou a opereta "Dédé" (criada por Maurice Chevalier) e "Les 3 valses" de Oscar Strauss. Em 2007, entrou no espectáculo musical "Sans famille" exibido na Ópera de Nice.
Na televisão, participou em várias séries e filmes como "Le Clan" "Talkie Walkie" e "Riviera", a primeira soap opera francesa.
Em 2000, gravou um álbum de música gospel com o Broadways Gospel Group. Em 2006, comemorou os seus 30 anos de carreira. Manson também é cavaleira, possuindo cavalos lusitanos.

## Discografia

### Principais sucessos
- Avant de nous dire adieu
- La chapelle de Harlem
- Fais moi danser
- Vis ta vie
- Un enfant est né (& Shirel)
- Les larmes aux yeux (& Christian Delagrange)
- Love moi dans tes bras
- Besame mucho
- Une femme
- Ne dis rien
- Dulcinéa
- Malgré le temps (& Yvhann)
- J'ai déjà vu ça dans tes yeux
- Comme un bateau ivre
- Tu m'oublieras
- Guantanamera
- Fly to New York city
- Ave Maria
- When the saints go marching in

### Música gospel
- When the saints go marching in
- La chapelle de Harlem
- Go down Moses
- Joshua fit the battle of Jericho
- Let it be
- Go tell it on the mountain
- Sometimes I feel like a motherless child
- Swing low sweet chariot
- Away in a manger
- He's got the whole world in his hands
- Summertime
- Oh happy day
- L'Amérique.

### Música clássica
- Rien ne finit
- Agnus Dei
- O mio babbino caro
- Je t'aime encore
- Alleluia
- Summertime
- Une chanson pour la vie
- Je chante avec toi liberté
- Vissi d'arte, vissi d'amore
- Ave Maria
- Tous les enfants sont des messies
- C'est l'histoire
- Por ti volare
- Je t'aime encore.

### Música religiosa
- Un nouveau monde
- Gloria in excelsis Deo
- C'est parce que tu es là
- Douce nuit
- Medley (Jingle bells - Un enfant est né - Le p'tit renne au nez rouge - Mon beau sapin - L'enfant au tambour - Il est né le divin enfant - Petit papa Noël)
- Minuit chrétiens
- Ave Maria (Gounod) / Ave Maria (Schubert)
- Partir avec toi
- White christmas
- Il neige en Israël.

### Música country
- Le temps perdu
- Je vais toujours trop vite
- Rester ou partir
- Ce que femme veut
- Croire en toi
- Mes intentions sont pacifiques
- Que la chanson est belle
- La cité des anges
- Ma cabane au bord du Bayou
- Je te dis merci pour tout
- Je vais conduire, tu pourras dormir
- C'est toi que j'aime
- Il faut apprendre à dire adieu
- Libre
- Oh Susannah
- The heart is a lonely hunter
- I wanna go too far
- Open up your heart
- Any man of mine
- True to faith
- Love will conquer
- The song remembers when
- He called me senorita
- Bayou
- Thinking about you
- You can sleep while I drive
- Stand by your man
- How can I help you to say goodbye
- Break these chains
- Oh Susannah.

## Filmografia
1. Peter Pan a grandi et John Lennon est mort (2006)
2. . The Piano Player (2002) .... Helena
3. Corps plongés (1998) (TV) .... Béatrice
4. "Regina auf den Stufen" .... Henriette (9 episódios, 1992)
5. "Riviera" (1991) TV series .... Sybella
6. "Si Guitry m'était conté" (1 episode)
7. "Clan, Le" (1988) (mini) TV mini-series .... Eva Baron
8. Trace, La (1983) .... La femme du Carnaval
9. " 10 to Midnight (1983) como  Margo
10. "Rendez-vous en noir" (1977) (mini) TV mini-series .... Rusty
11. " Acrobate, L' "(1976) (as Jean Manson) .... Ingrid, l'Américaine
12. " Bons baisers de Hong Kong" (1975) .... La Star
13. " Nightmare Circus (1974) (as Jean Manson) .... Jean
14. " Dirty O'Neil "(1974) (as Jean Manson) .... Ruby
15. "Banacek" , como  Wilda Porter (1 episode, 1973)
16. " The Young Nurses" (1973) (as Jean Manson) .... Kitty
17. 17. Hot Thrills and Warm Chills (1967) (as Jean Manson) .... Kitten